# 科納維爾

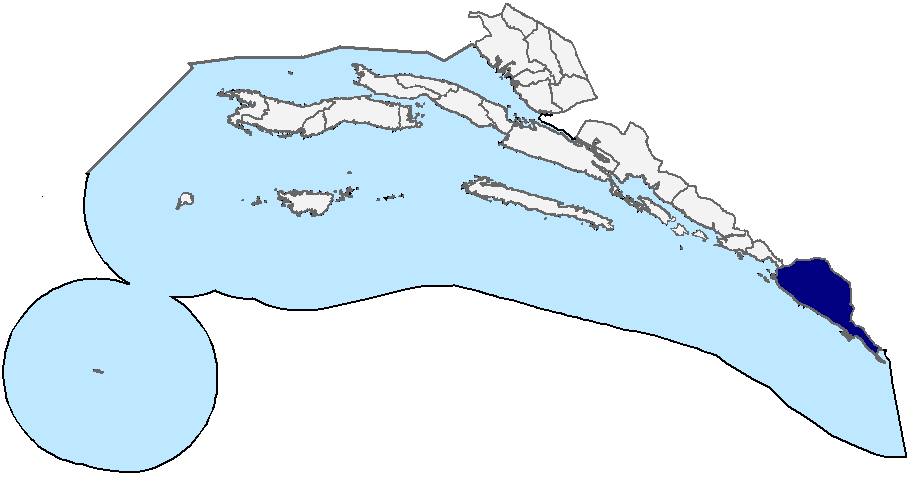

科納維爾是克羅埃西亞國內的一個地區，位於杜布羅夫尼克南側。其行政中心古魯達在2001年人口普查時有人口8,250人。科納維爾包括32個村莊，人口的96.5%は是克羅埃西亞人。雖然在克羅埃西亞獨立戰爭時受到攻擊，科納維爾仍是克羅埃西亞國內較為富裕的地區。